# Buxerolles (Viena)
Buxerolles és un municipi francès situat al departament de la Viena i a la regió de la Nova Aquitània. L'any 2007 tenia 9.679 habitants.

## Demografia

### Població
El 2007 la població de fet de Buxerolles era de 9.679 persones. Hi havia 4.522 famílies de les quals 1.712 eren unipersonals (626 homes vivint sols i 1.086 dones vivint soles), 1.374 parelles sense fills, 956 parelles amb fills i 480 famílies monoparentals amb fills.
La població ha evolucionat segons el següent gràfic:
Habitants censats

### Habitatges
El 2007 hi havia 4.872 habitatges, 4.632 eren l'habitatge principal de la família, 24 eren segones residències i 216 estaven desocupats. 3.206 eren cases i 1.649 eren apartaments. Dels 4.632 habitatges principals, 2.554 estaven ocupats pels seus propietaris, 2.026 estaven llogats i ocupats pels llogaters i 52 estaven cedits a títol gratuït; 203 tenien una cambra, 662 en tenien dues, 839 en tenien tres, 1.144 en tenien quatre i 1.783 en tenien cinc o més. 3.879 habitatges disposaven pel capbaix d'una plaça de pàrquing. A 2.435 habitatges hi havia un automòbil i a 1.718 n'hi havia dos o més.

### Piràmide de població
La piràmide de població per edats i sexe el 2009 era:
| Homes | Edats   | Dones |
| ----- | ------- | ----- |
| 0     | 95 o +  | 4     |
| 4     | 90 a 94 | 20    |
| 48    | 85 a 89 | 56    |
| 36    | 80 a 84 | 64    |
| 108   | 75 a 79 | 144   |
| 156   | 70 a 74 | 184   |
| 180   | 65 a 69 | 184   |
| 236   | 60 a 64 | 276   |
| 212   | 55 a 59 | 288   |
| 304   | 50 a 54 | 280   |
| 336   | 45 a 49 | 416   |
| 268   | 40 a 44 | 320   |
| 236   | 35 a 39 | 276   |
| 284   | 30 a 34 | 300   |
| 388   | 25 a 29 | 432   |
| 396   | 20 a 24 | 488   |
| 300   | 15 a 19 | 272   |
| 208   | 10 a 14 | 276   |
| 208   | 5 a 9   | 208   |
| 200   | 0 a 4   | 164   |

## Economia
El 2007 la població en edat de treballar era de 6.454 persones, 4.792 eren actives i 1.662 eren inactives. De les 4.792 persones actives 4.315 estaven ocupades (2.055 homes i 2.260 dones) i 478 estaven aturades (227 homes i 251 dones). De les 1.662 persones inactives 600 estaven jubilades, 764 estaven estudiant i 298 estaven classificades com a «altres inactius».

### Ingressos
El 2009 a Buxerolles hi havia 4.572 unitats fiscals que integraven 9.825 persones, la mediana anual d'ingressos fiscals per persona era de 20.148 €.

### Activitats econòmiques
Dels 264 establiments que hi havia el 2007, 5 eren d'empreses alimentàries, 1 d'una empresa de fabricació de material elèctric, 4 d'empreses de fabricació d'altres productes industrials, 45 d'empreses de construcció, 42 d'empreses de comerç i reparació d'automòbils, 7 d'empreses de transport, 11 d'empreses d'hostatgeria i restauració, 6 d'empreses d'informació i comunicació, 18 d'empreses financeres, 20 d'empreses immobiliàries, 33 d'empreses de serveis, 49 d'entitats de l'administració pública i 23 d'empreses classificades com a «altres activitats de serveis».
Dels 76 establiments de servei als particulars que hi havia el 2009, 1 era una oficina del servei públic d'ocupació, 1 oficina de correu, 4 oficines bancàries, 6 tallers de reparació d'automòbils i de material agrícola, 1 taller d'inspecció tècnica de vehicles, 1 establiment de lloguer de cotxes, 1 autoescola, 7 paletes, 6 guixaires pintors, 3 fusteries, 9 lampisteries, 4 electricistes, 3 empreses de construcció, 8 perruqueries, 1 veterinari, 6 restaurants, 8 agències immobiliàries, 2 tintoreries i 4 salons de bellesa.
Dels 19 establiments comercials que hi havia el 2009, 1 era un hipermercat, 2 supermercats, 1 una gran superfície de material de bricolatge, 5 fleques, 2 carnisseries, 1 una llibreria, 2 botigues d'equipament de la llar, 1 una botiga de mobles, 1 un drogueria i 3 floristeries.
L'any 2000 a Buxerolles hi havia 7 explotacions agrícoles.

## Equipaments sanitaris i escolars
Els 4 equipaments sanitaris que hi havia el 2009 eren farmàcies.
El 2009 hi havia 2 escoles maternals i 2 escoles elementals. Buxerolles disposava d'un col·legi d'educació secundària amb 513 alumnes.

## Poblacions més properes
El següent diagrama mostra les poblacions més properes.